# Mynydd Graig Goch
Mynydd Graig Goch är ett berg i Storbritannien.   Det ligger i kommunen Gwynedd och riksdelen Wales, i den sydvästra delen av landet, 300 km nordväst om huvudstaden London. Toppen på Mynydd Graig Goch är 610 meter över havet, eller 116 meter över den omgivande terrängen. Bredden vid basen är 1,2 km.
Terrängen runt Mynydd Graig Goch är huvudsakligen kuperad, men åt sydväst är den platt. Runt Mynydd Graig Goch är det ganska glesbefolkat, med 45 invånare per kvadratkilometer. Närmaste större samhälle är Caernarfon, 14,4 km norr om Mynydd Graig Goch. Trakten runt Mynydd Graig Goch består i huvudsak av gräsmarker.